# Stibadocera metallica
Stibadocera metallica är en tvåvingeart som beskrevs av Alexander 1915. Stibadocera metallica ingår i släktet Stibadocera och familjen mellanharkrankar. Inga underarter finns listade i Catalogue of Life.